# Simon Marmion

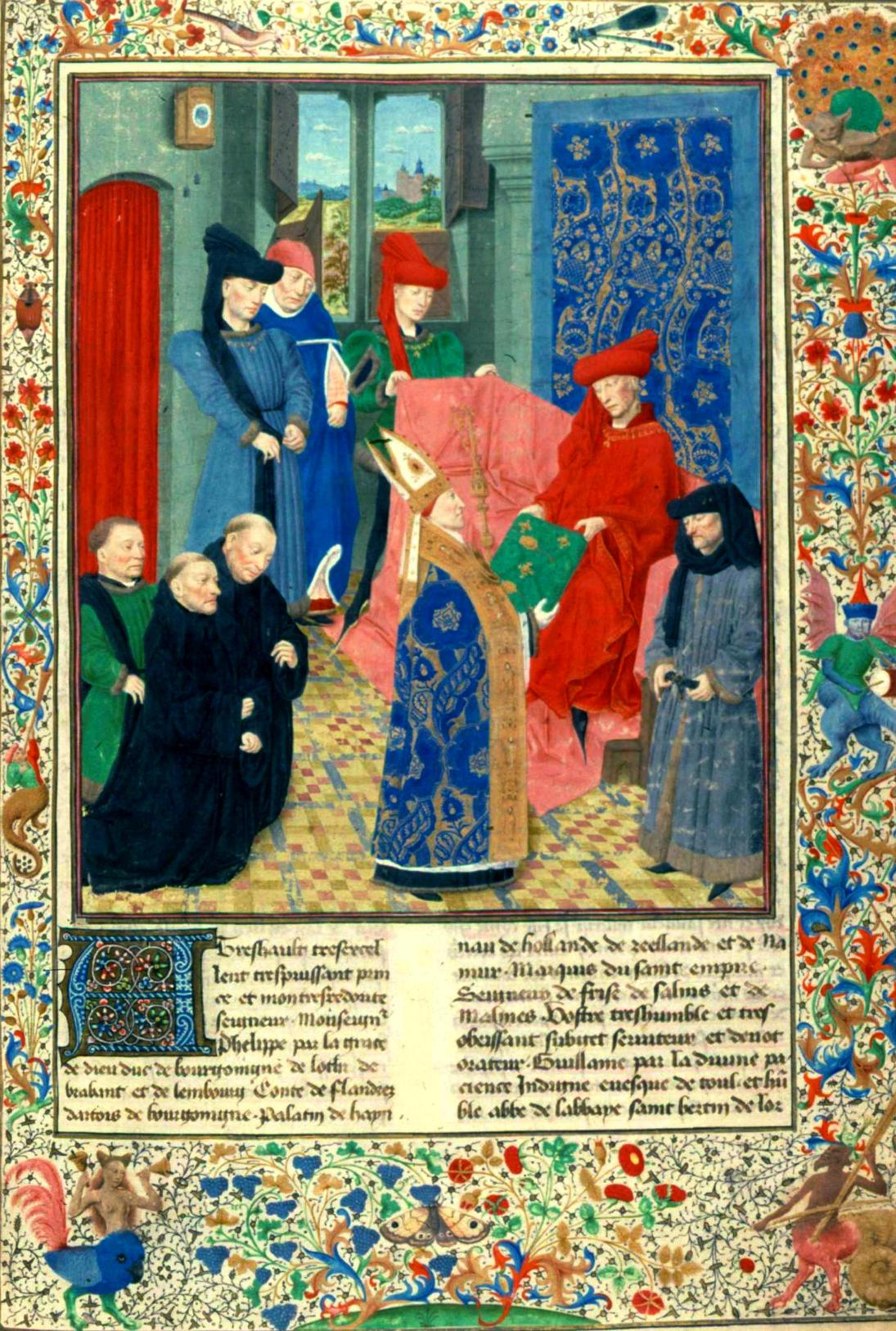
Marmion: Les grandes Chroniques des France, zwischen 1451 und 1460 für Philipp den Guten in Auftrag gegeben (Petersburg)

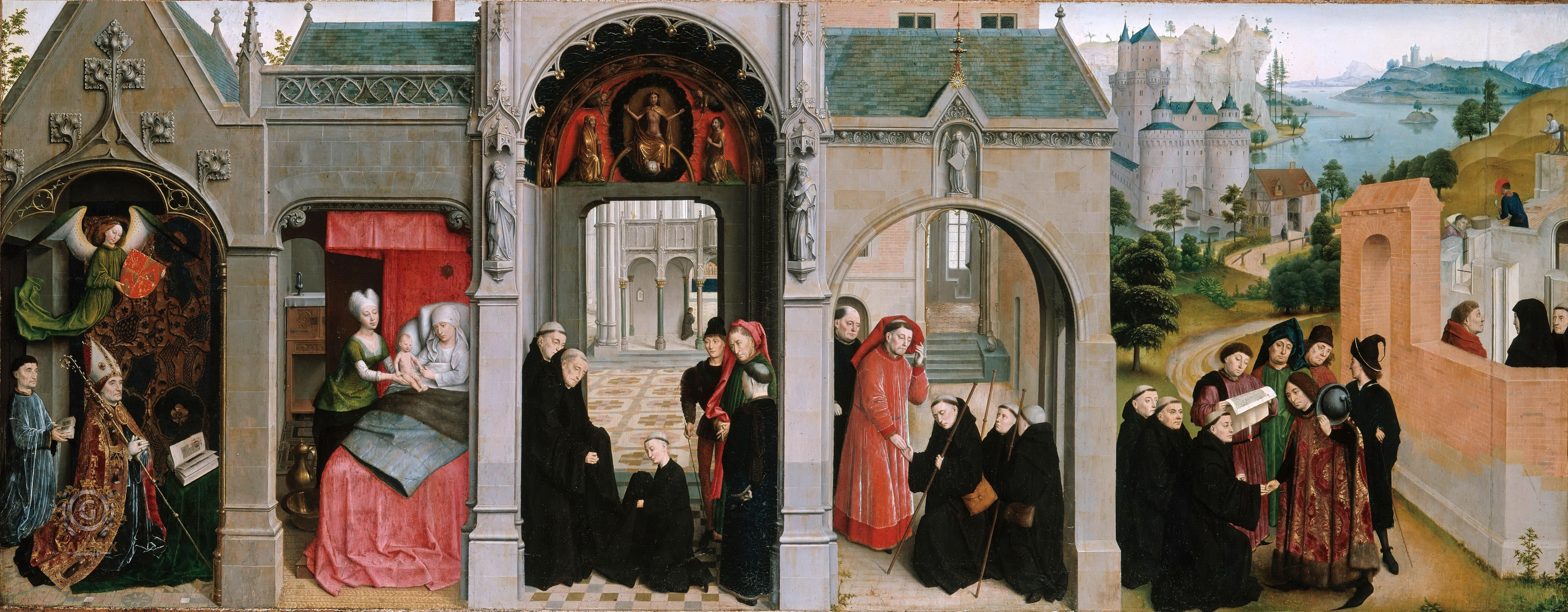
Marmion: Linker Flügel (Innenseite) vom ehemaligen Hochaltar der Abteikirche St-Bertin in St-Omer (1455–1459) (Berlin)

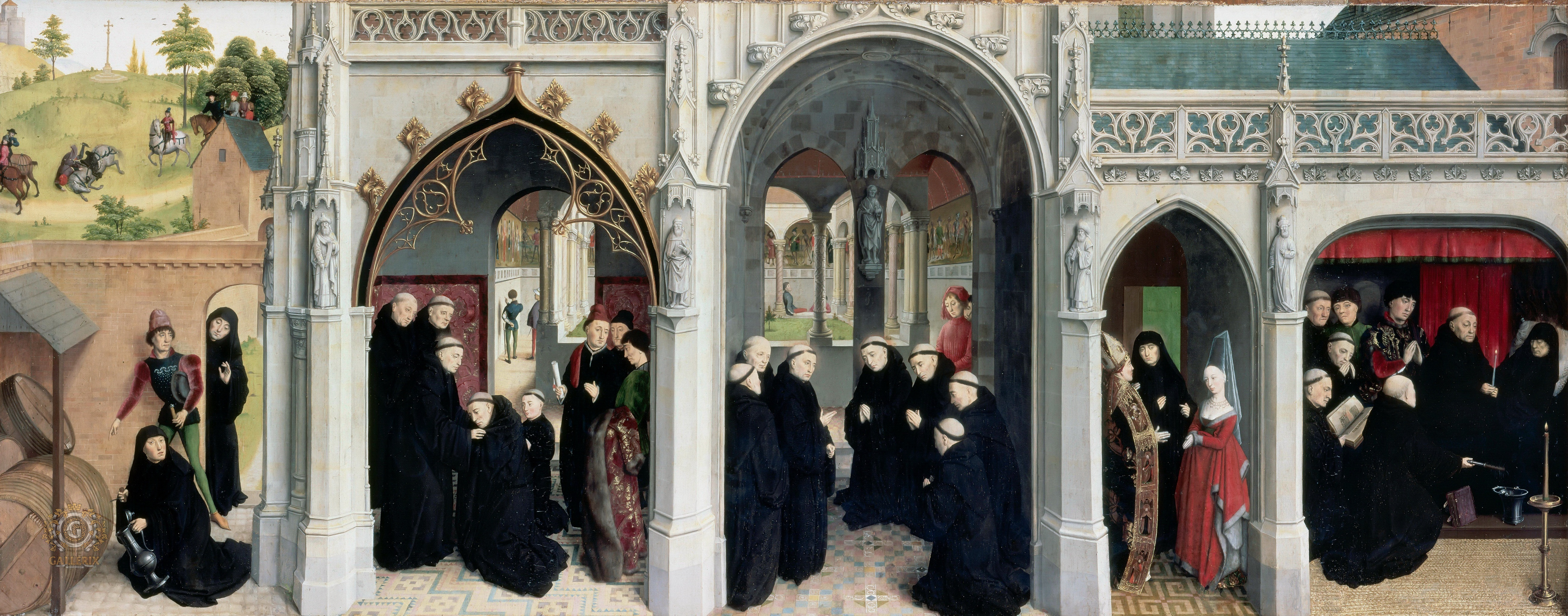
Marmion: Rechter Flügel (Innenseite) vom ehemaligen Hochaltar der Abteikirche St-Bertin in St-Omer (1455–1459) (Berlin)

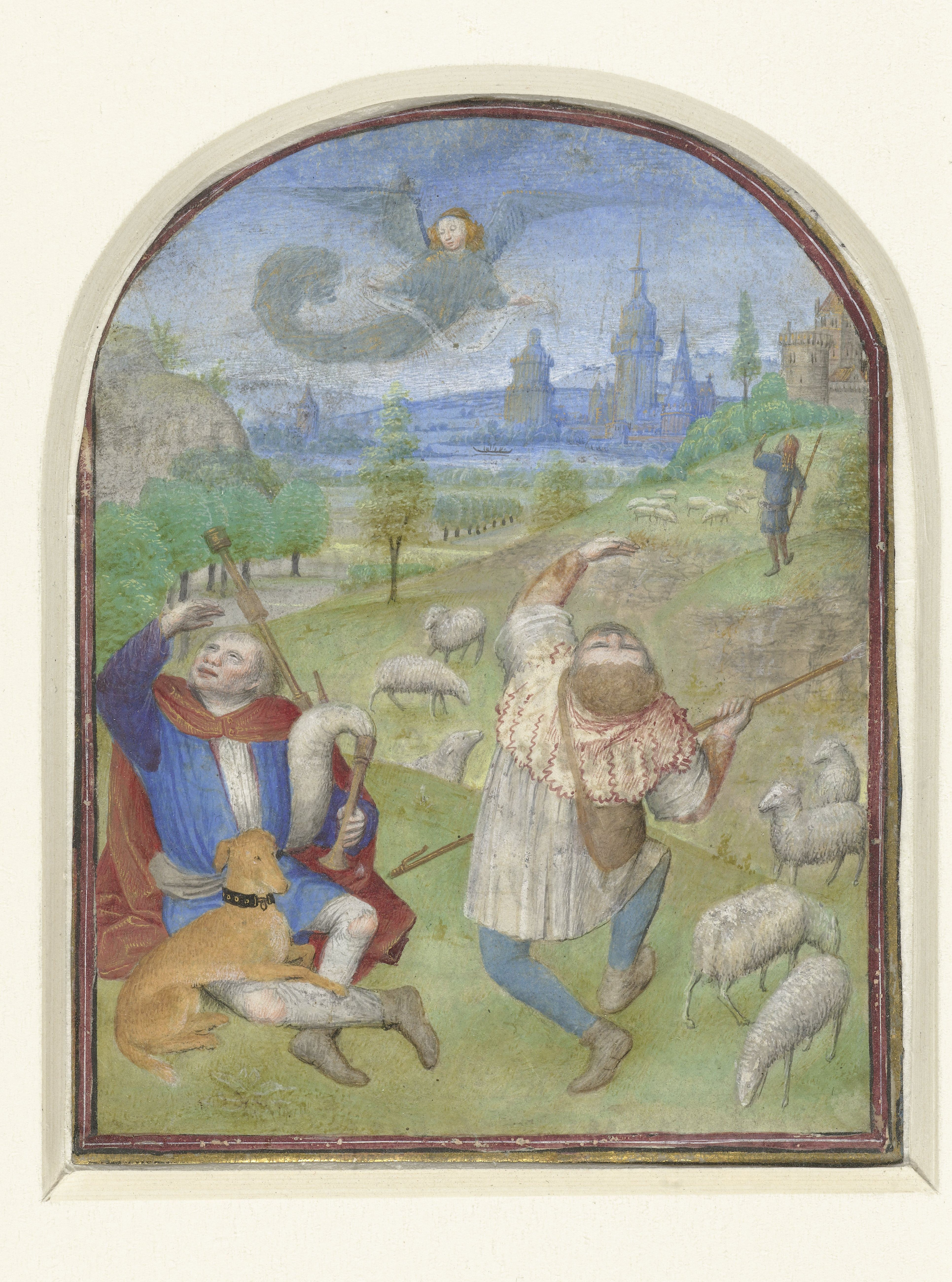
Marmion: Die Verkündigung an die Hirten (um 1460/70) (Amsterdam, Reijksmuseum RP-T-1970-44)

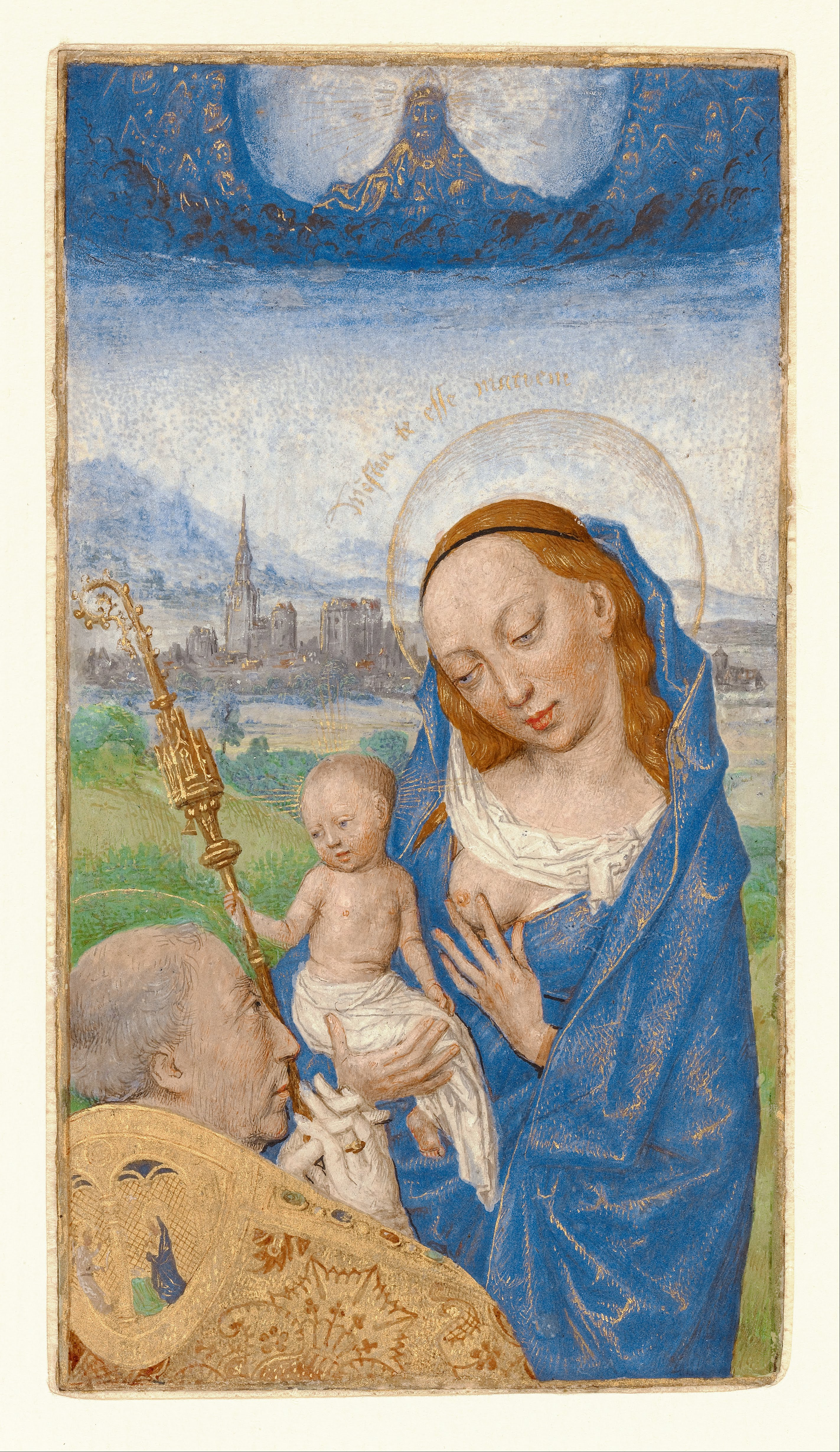
Marmion: Die Vision des Heiligen Bernhard von der Jungfrau und dem Kind (um 1475/80)

Simon Marmion (* um 1425 vermutlich in Amiens; † 15. Dezember 1489 in Valenciennes) war einer der berühmtesten Maler seiner Zeit im nordfranzösischen und flämischen Raum. In Amiens ausgebildet, betrieb er ab etwa 1458 seine große Werkstatt für Buchmalerei und Tafelmalerei vor allem in Valenciennes. Er gehört zu den wenigen nordalpinen Künstlern des 15. Jahrhunderts, der auch nach seinem Tod noch von Kunstliebhabern gerühmt wurde.

## Leben
Wahrscheinlich ist er ein Sohn des Amienser Malers Jean Marmion. Er war zuerst in Amiens tätig und arbeitete 1454 an der Ausstattung des Fasanenfestes in Lille mit. Ab 1458 ist er in Valenciennes nachweisbar, wo er wahrscheinlich schon kurz zuvor zugezogen war.
Simon Marmion war vor allem auf Buchillumination spezialisiert, schuf aber auch Altargemälde, wie das Hochaltarretabel der Abteikirche St.-Bertin in St.-Omer (1455–1459). Er zählte hier zu den führenden Künstlern seiner Zeit. Eine arbeitsteilige Zusammenarbeit mit anderen Künstlern wie dem Meister des Dresdner Gebetsbuchs ist nachgewiesen. Seine Arbeiten wurden dann in benachbarte Zentren der damaligen Buchkunst, wie Brügge oder Ghent geliefert und mit weiteren Lagen anderer Künstler und Schreiber zu fertigen Büchern gebunden. Sein Stil wird als eine Synthese aus der nordfranzösischen Schule und der damals führenden flandrisch-niederländischen Stilrichtung charakterisiert.

## Der Tafelmaler
Die wichtigsten Gemälde, die Simon Marmion zugeschrieben werden, sind die beiden gemalten Flügel für den Altaraufsatz, der 1455–1459 von dem Abt Guillaume Fillâtre, Bischof von Verdun, Toul und später von Tournai, Kanzler des Ordens vom Goldenen Vlies und Berater Philipps des Guten, für den Hochaltar der Abtei Saint Bertin in Saint-Omer in Auftrag gegeben wurde. Bis 1791 befand sich das Retabel an seinem ursprünglichen Aufstellungsort. Heute sind nur noch die Flügel erhalten; der Schrein, eine Goldschmiedearbeit, wurde eingeschmolzen:
- zwei querrechteckige Tafeln mit Szenen aus dem Leben des heiligen Bertin auf der Innenseite und Propheten- und Apostelfiguren in Grisaillemalerei auf der Außenseite (Gemäldegalerie Berlin, Inv. Nr. 1645[2] und 1645A[3]),
- zwei separierte Auszugstafeln mit musizierenden Engeln einerseits[4] und Engel mit der Seele des hl. Bertin andererseits[5] sowie das zinnengleiche Gesprenge (National Gallery London).

Simon Marmion werden außerdem zugeschrieben:
- die Messe des heiligen Gregor (Toronto, Ontario Museum of Fine Arts);
- das Wunder des Wahren Kreuzes (Paris, Musée du Louvre);
- die Klage über den toten Christus (New York, Metropolitan Museum of Art);
- eine Kreuzigung (Philadelphia Museum of Art);
- ein heiliger Hieronymus und ein kniender Stifter (Philadelphia Museum of Art);
- eine Pietà (Philadelphia Museum of Art);
- das Diptychon (um 1460) Schmerzhafte Jungfrau und Christus des Mitleids (Musée des beaux-arts de Strasbourg), bei dem die Figuren als Büsten dargestellt sind;
- die Jungfrau mit dem Kind (ca. 1465–75) (National Gallery of Victoria).

## Der Buchmaler
Simon Marmion war berühmt für seine Buchilluminationen. So etwa
- das Manuskript der Grandes Chroniques de France, das heute in der Eremitage in St. Petersburg aufbewahrt wird und von Guillaume Fillastre zwischen 1451 und 1460 als Geschenk für den Herzog von Burgund, Philipp den Guten, in Auftrag gegeben wurde. Es umfasst 25 ganzseitige und 65 einspaltige Miniaturen.
- 1475 illustrierte Simon Marmion für die Herzogin von Burgund, Margarete von York, die Visionen des Ritters Tondal (Los Angeles, Getty Museum, Ms. 30): Dieses Manuskript, das auf einen Text aus dem 12. Jahrhundert zurückgeht, berichtet von einer visionären Jenseitsreise und bietet Gelegenheit für spektakuläre und noch nie dagewesene Szenen.
- die Seelenvisionen des Guy de Thurno (Getty, Ms.31).

Simon Marmion malte auch zahlreiche Stundenbücher, darunter :
- das Stundenbuch Salting, das um 1475 entstand (London, Victoria and Albert Museum, Ms. Salting 1221)
- die Huth-Stundenbücher, die um 1480 (London, British Library, Add. Ms. 38126) in Zusammenarbeit mit dem Meister des Dresdener Gebetbuches und dem Meister der Houghton-Miniaturen entstanden und 24 ganzseitige und 74 kleinere Miniaturen umfassen, deren Ränder mit Blumen und Insekten illustriert sind
- La Flora (Neapel, Biblioteca nazionale Vittorio Emanuele, Ms. I.B.51), das dem französischen König Karl VIII. gehörte und mit 22 bemerkenswerten ganzseitigen Miniaturen geschmückt ist[3] ;
- Heures Gros, Musée Condé, Chantilly, Ms.85
- ein in London (Victoria and Albert Museum, Ms. XXX) aufbewahrtes Buch, das zwar ein sehr kleines Format hat, aber prächtig verziert ist. Seltsamerweise scheint dieses Manuskript nicht für einen bestimmten Besitzer bestimmt gewesen zu sein: Es enthält keine Wappen und die im Kalender eingetragenen Heiligenfeste beziehen sich auf Brügge und ganz Nordfrankreich (zu dieser Zeit konnte man ein fertiges Stundenbuch kaufen, aber es war dann von gewöhnlicher Qualität). Eine ganzseitige Miniatur (die einzige ohne Rand) zeigt eine ungewöhnliche, visionär inspirierte Ikonografie: Himmel und Hölle auf der linken Seite und das Jüngste Gericht auf der gegenüberliegenden rechten Seite. Die unteren zwei Drittel zeigen eine brennende Höllenlandschaft, während darüber nackte, gebrechliche Gestalten über eine schmale Brücke einen See überqueren, während im Wasser Dämonen versuchen, sie zu ergreifen.
- Vier einzelne Blätter aus einem Stundenbuch, British Library, Add. 71117 (Blätter A, B, C, J).
- ein Brevier für Karl den Kühnen, ca. 1467–1470, heute verschollen, nur zwei Blätter sind noch vorhanden, "Szenen aus dem Leben des heiligen Denis", Metropolitan Museum of Art (1975.1.2477) und "Die Jungfrau, die in den Himmel kommt", Privatsammlung.
- das Berlaymont-Stundenbuch, einige Blätter in der Huntington Library, HM1173.
- das Emerson-White-Stundenbuch, in Zusammenarbeit mit dem Meister des Dresdener Gebetbuches, dem Meister der Houghton-Miniaturen, den Genter Malern und anderen anonymen Künstlern, vor 1482, Houghton Library, Typ.443